# Lote 12, 2º Frente
Lote 12, 2º Frente é um romance infantojuvenil publicado em 1980 da autoria de Alice Vieira.
Faz parte de uma trilogia composta pelos romances Rosa, Minha Irmã Rosa (1979) e Chocolate à Chuva (1982).

## Enredo
Nesta obra, a família apresentada em Rosa, Minha Irmã Rosa muda de casa, após vários anos do nascimento de Rosa. Mudam-se para um apartamento na rua projetada à pequena praça B, lote 12, 2º frente, endereço que dá nome ao livro. 